# Mater-Dolorosa-Friedhof

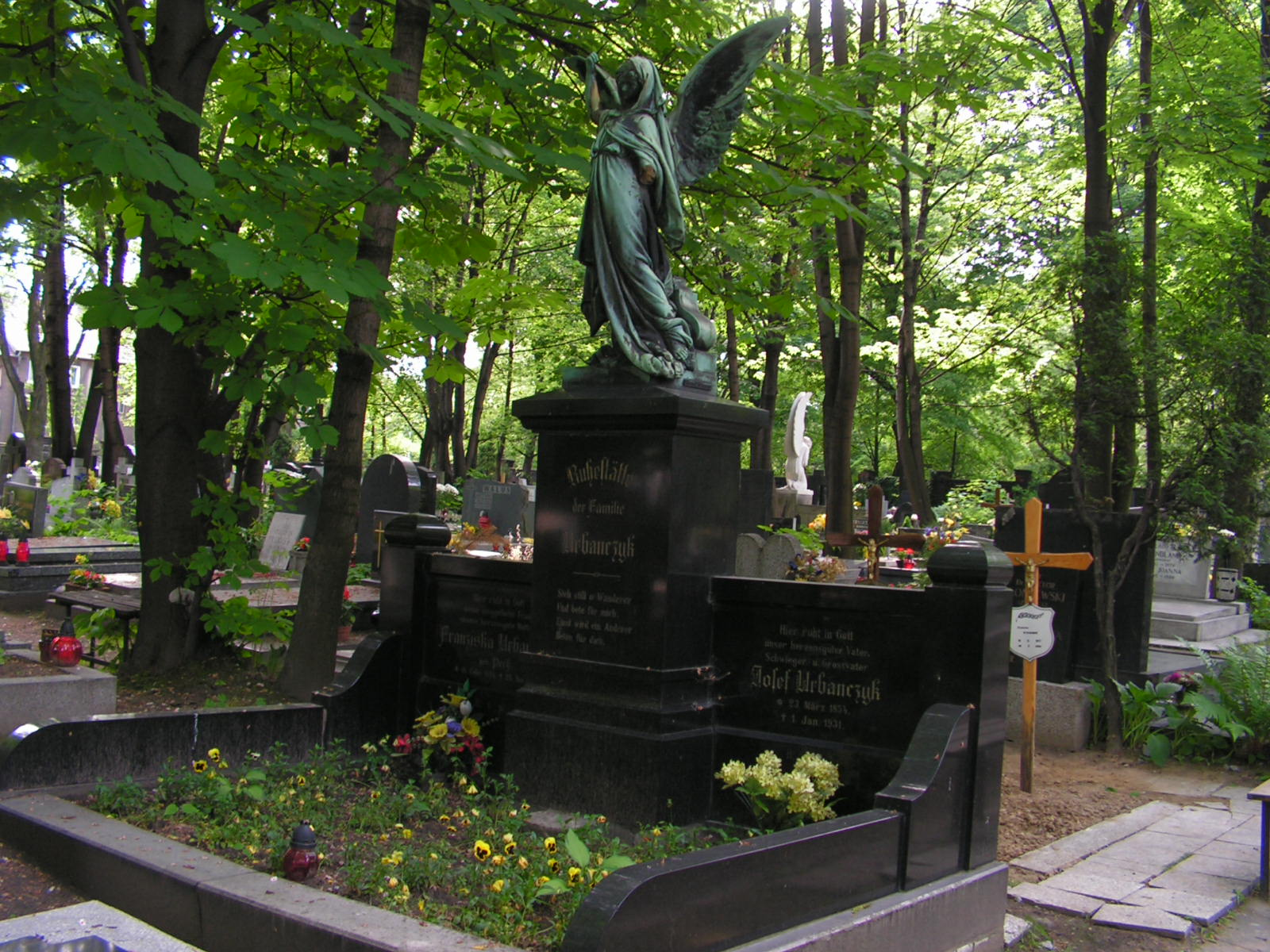
Eines der Grabmale auf dem Friedhof

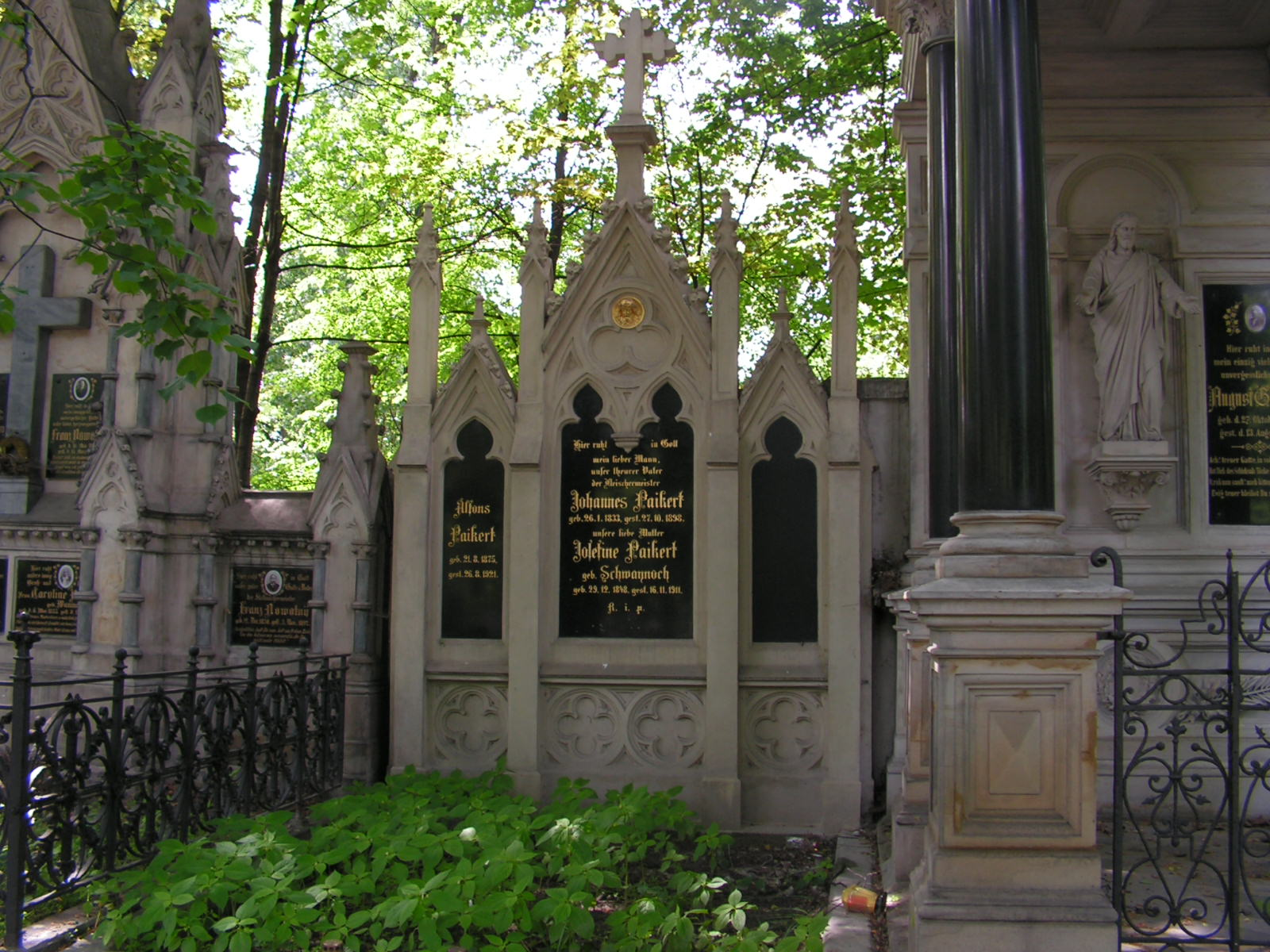
Alte Grabmale

Der Mater-Dolorosa-Friedhof in Bytom (Beuthen OS) ist ein denkmalgeschützter historischer katholischer Friedhof. Die Friedhofsanlage wurde im 19. Jahrhundert angelegt. Sie liegt an der Straße Piekarska.

## Geschichte und Beschreibung
Der erste Abschnitt des Mater-Dolorosa-Friedhofs wurde 1876 angelegt. 1882 wurde eine neogotische Friedhofskapelle nach den Plänen des Architekten Hugo Heer errichtet. 1987 wurde die Anlage unter Denkmalschutz gestellt.

## Bekannte Bestattete
- Georg Brüning (1851–1932), Oberbürgermeister der Stadt Beuthen
- Paul Jackisch (1825–1913), deutscher Architekt
- Richard Gillar (1855–1939), deutscher Kirchenmusiker und Organist
- Alfred Stephan (1884–1924), deutscher Jurist und Politiker, Oberbürgermeister von Beuthen